# 小行星7614
小行星7614（英語：7614 Masatomi）是一颗围绕太阳公转的小行星。1996年3月2日，小林隆男在大泉町发现了此天体。
这颗小行星的绝对星等为157.70526等。